# Safjällets naturreservat
Safjället är ett naturreservat i Fässbergs socken i Mölndals kommun i Västergötland, nära gränsen till Göteborgs kommun. Det är beläget på en bergsplatå som ligger i nordvästlig/sydöstlig riktning. På den sydvästliga sidan sluttar berget brant ner mot Toltorpsdalen. Reservatet inrättades 1991 och har en yta på 88 hektar.

## Natur
Naturen består mestadels av björk med inslag av framför allt gran och tall. Området har varit använt av människor under lång tid och lämningar av flera gravrösen och stensättningar, samt ett par hällkistor och en fornborg finns i reservatet.
I reservatet finns ett cirka 2,5 km långt elljusspår som kan nås från reservatets alla sidor. Dessutom genomkorsas området av flera mindre stigar. Parkeringsmöjligheter finns vid Krokslätts idrottsplats och Krokslättsskolan, vilka ligger i direkt anslutning till motionsspåret. Tre mindre dammar finns på den västra delen av Safjället. Ändis, eller Änderdammen, kommer återställas till våtmark då den inte har någon naturlig fördämning. Två lite större öppna fält i öster i närheten av Krokslättsskolan kallas Petterssons respektive Olles äng. 
Inom Safjället finns två eldplatser, på övriga områden är eldning förbjuden. Hund ska hållas kopplad året om. 

## Historik
Fram till 1930-talet bestod Safjället till stor del av ängsmark, som användes som betesmark för kor. Därefter planterades skog. Safjället som namn skall ha tillkommit ur ursprungsnamnet som var Söfjället[källa behövs], där just ordet Sö skulle stått för ett gammalt slangord för ko.

## Bilder

Safjällets naturreservat
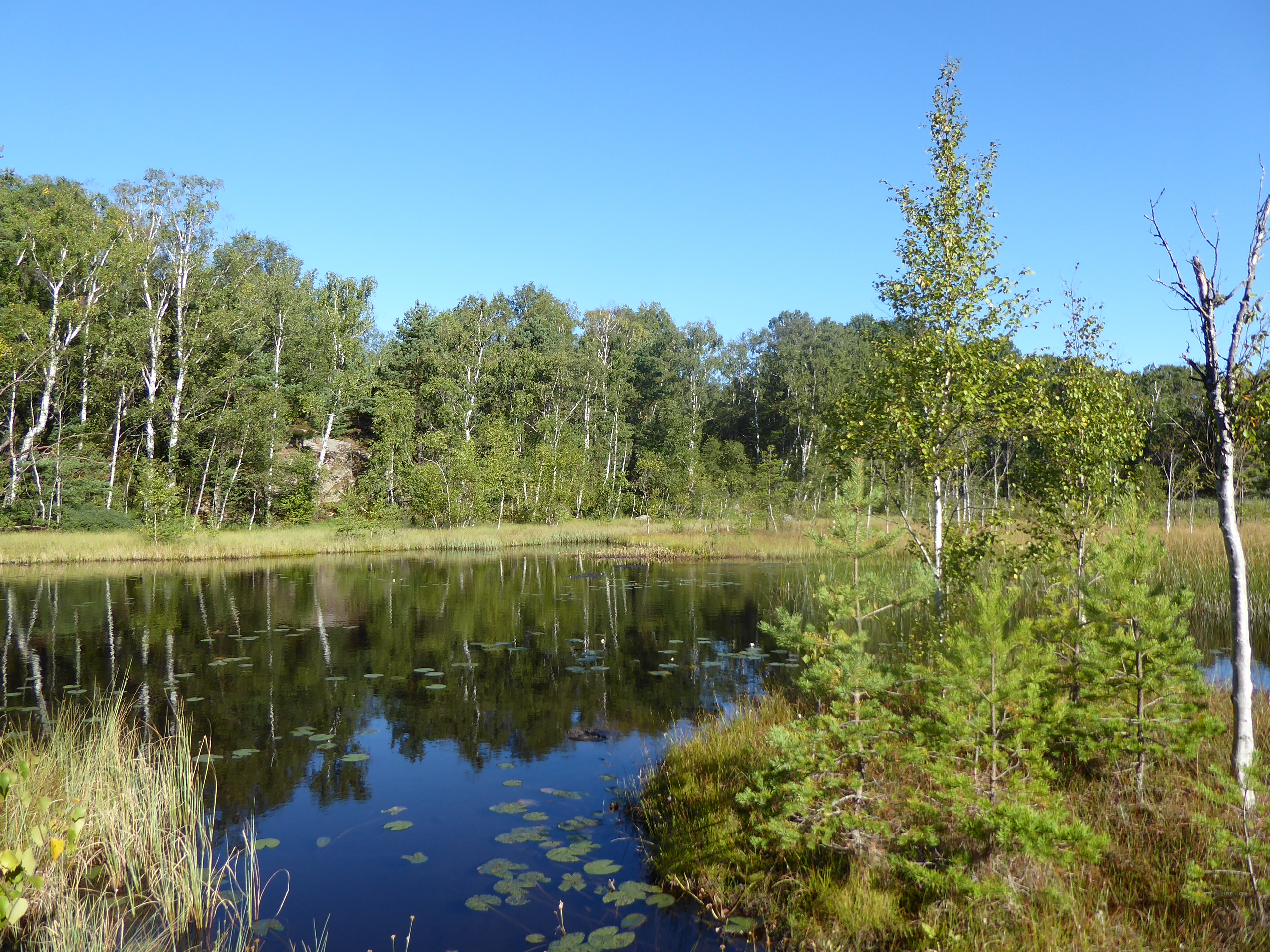
Ändis från sydöst den 30 augusti 2022.
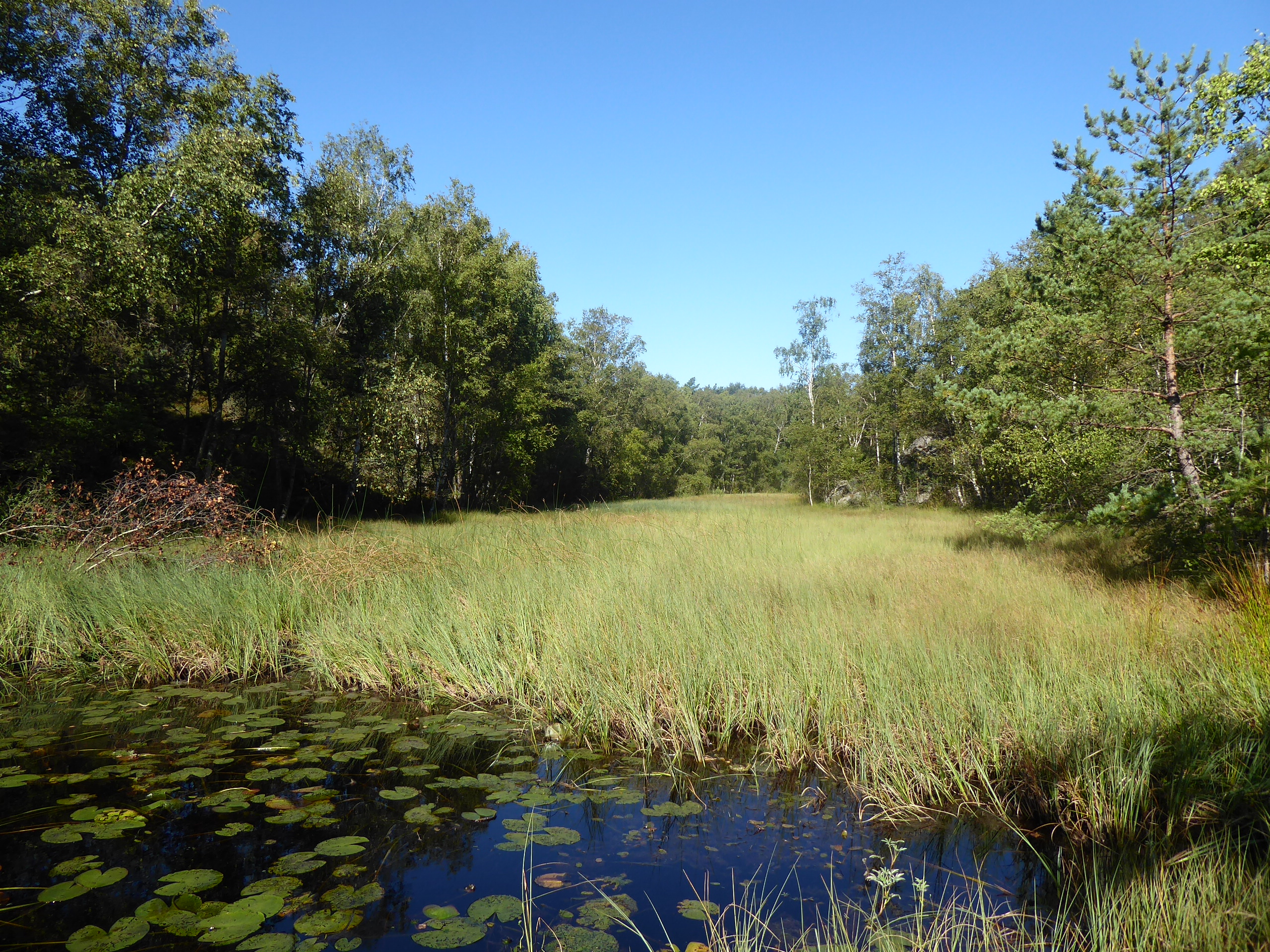
Dammen Bergskanalen från sydöst den 30 augusti 2022.
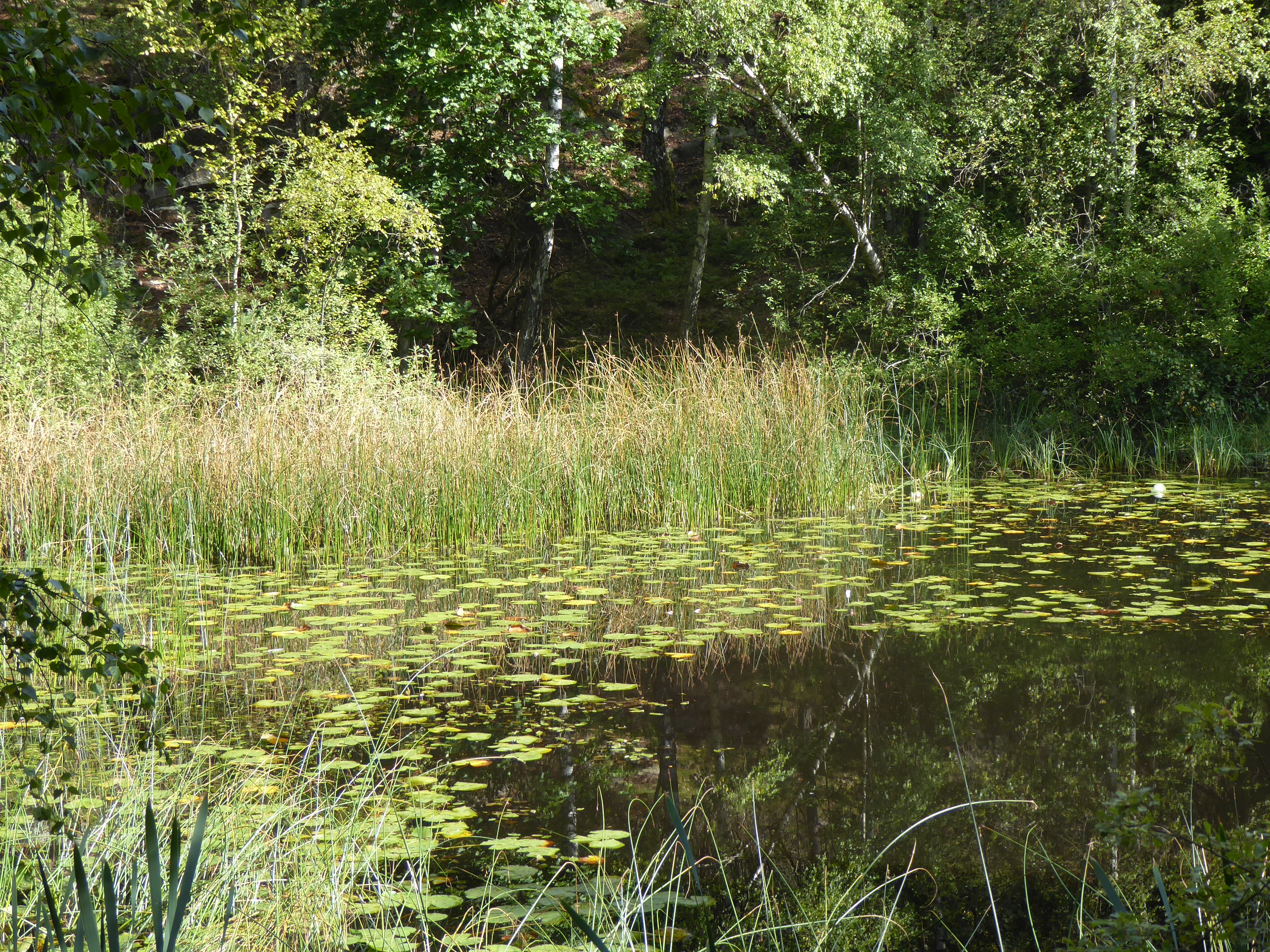
Indiandammen i södra änden av reservatet den 30 augusti 2022.
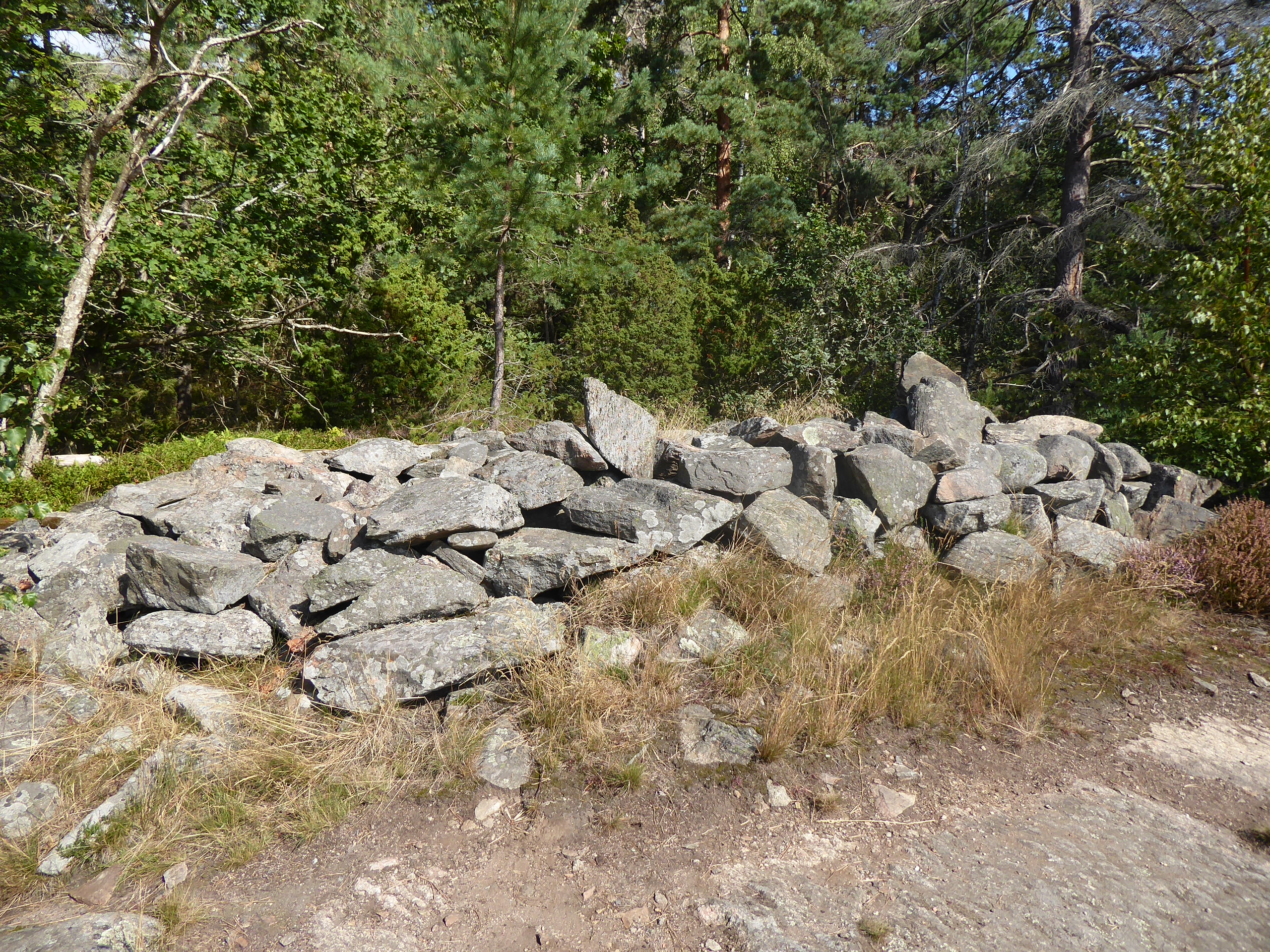
Gravröse från äldre bronsåldern i reservatets sydspets den 30 augusti 2022.
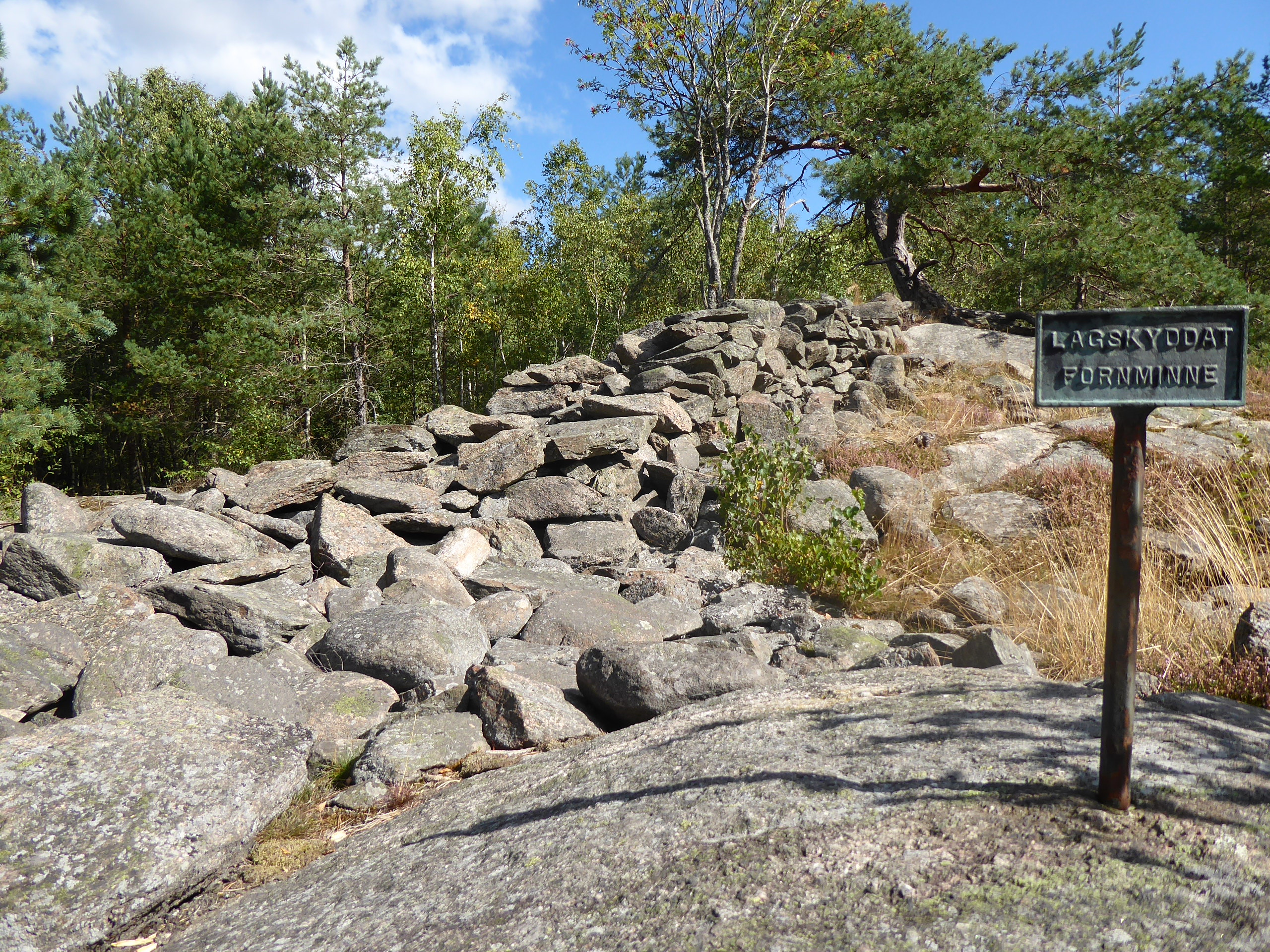
Stollens torn, ett delvis förstört bronsåldersröse i den centrala/södra delen av reservatet den 30 augusti 2022.
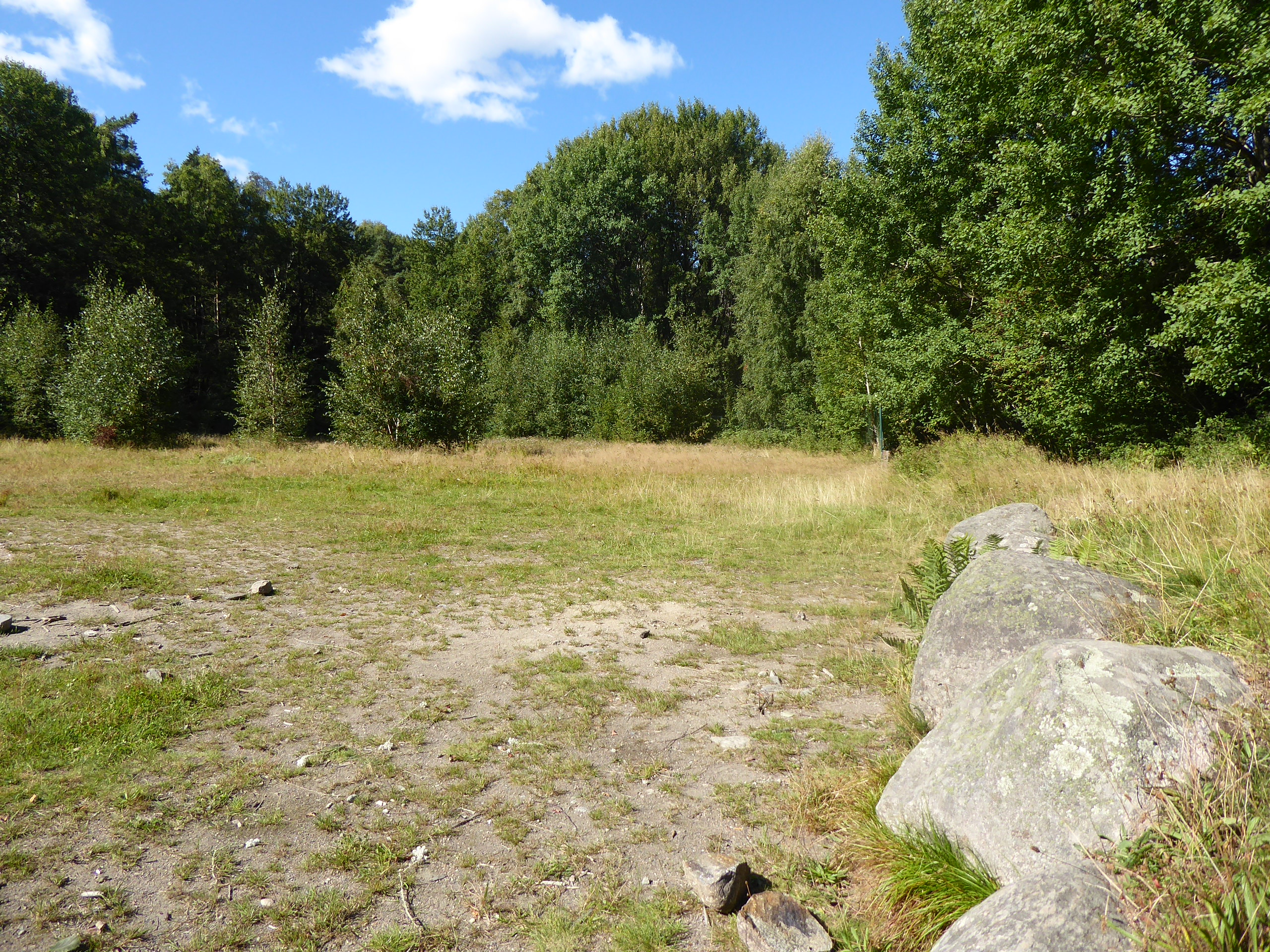
Petterssons äng den 30 augusti 2022.
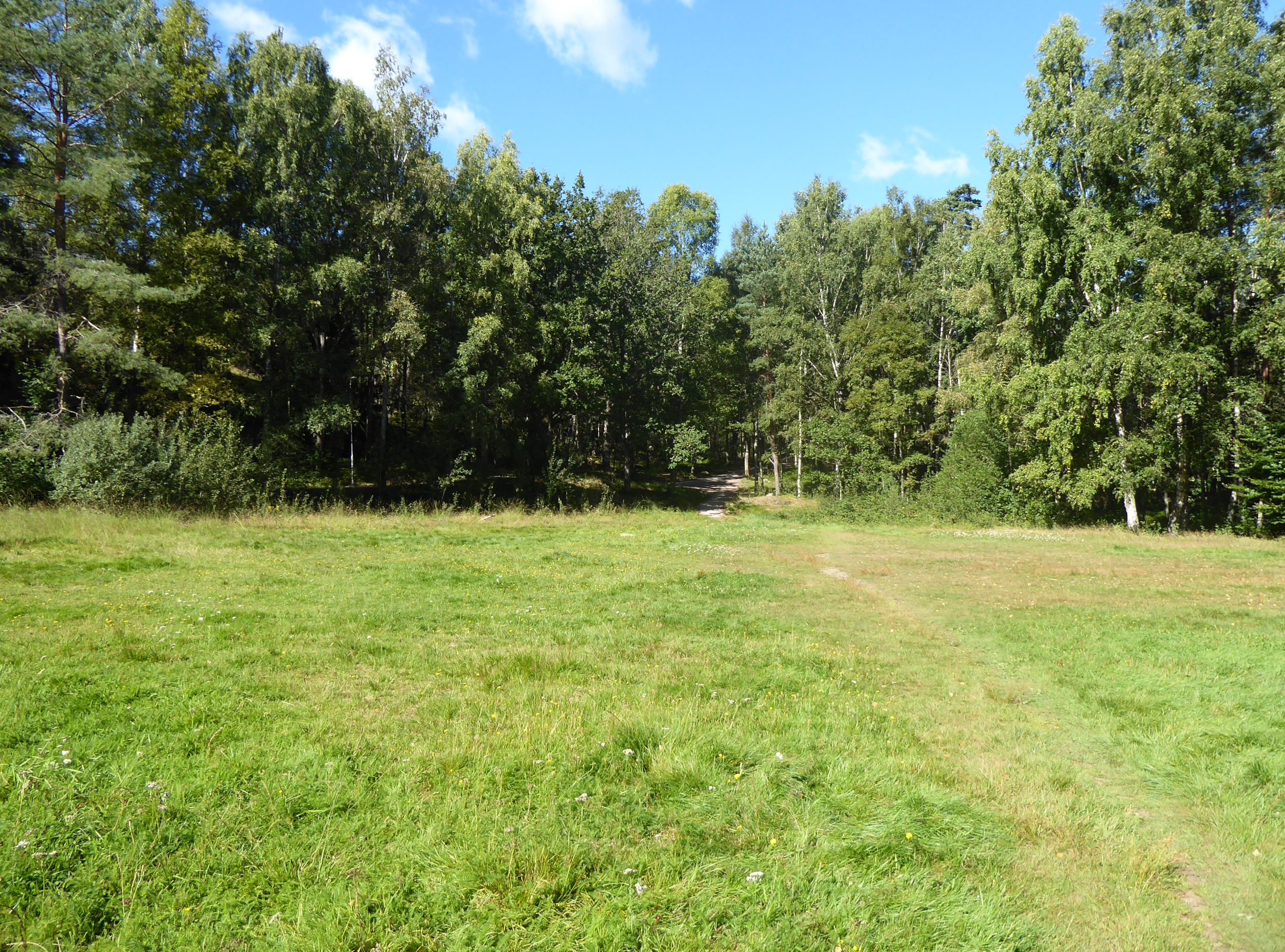
Olles äng den 30 augusti 2022.
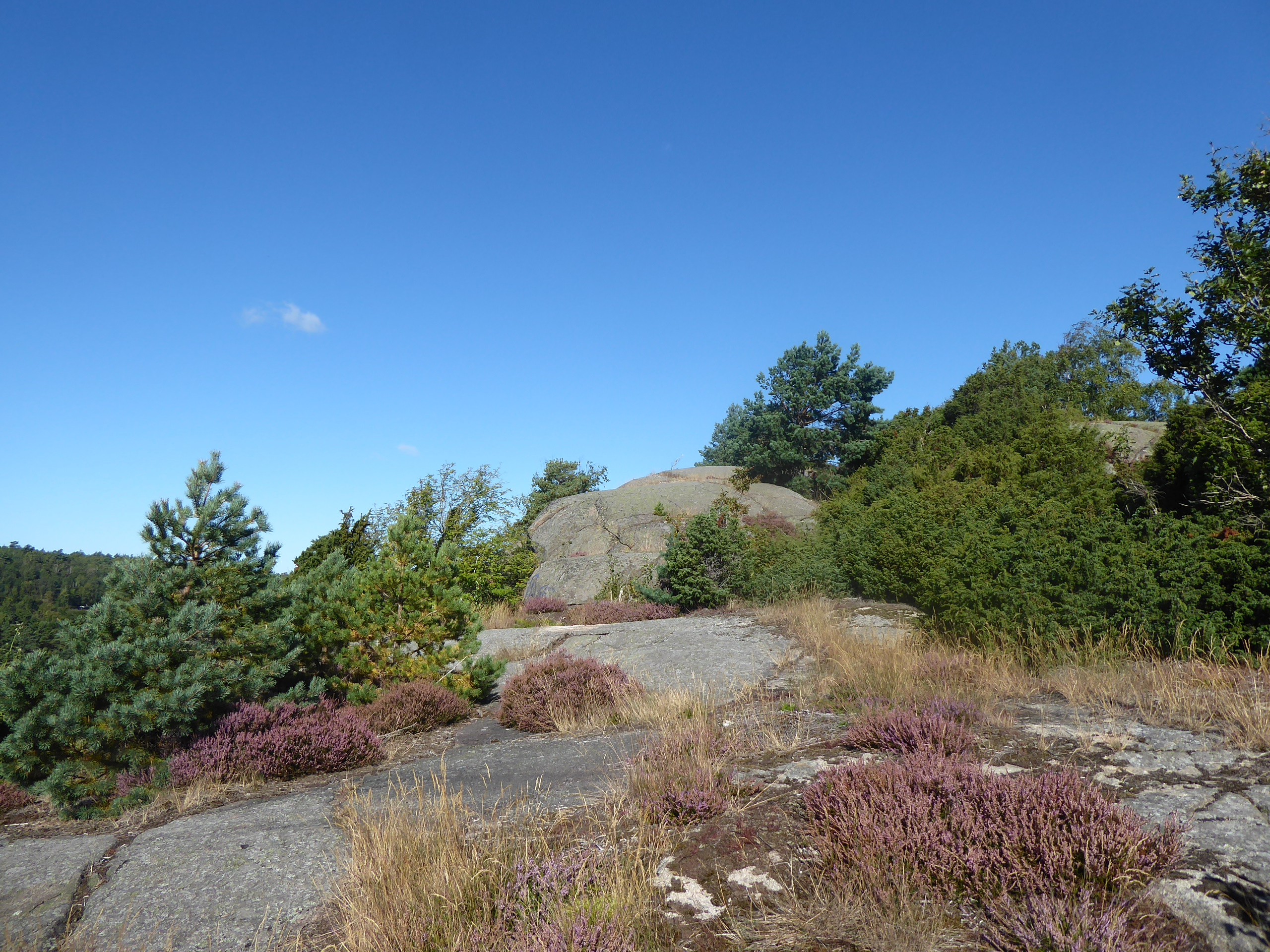
En av många högt belägna utsiktsplatser i reservatet, här mot Toltorpsdalen, den 30 augusti 2022.
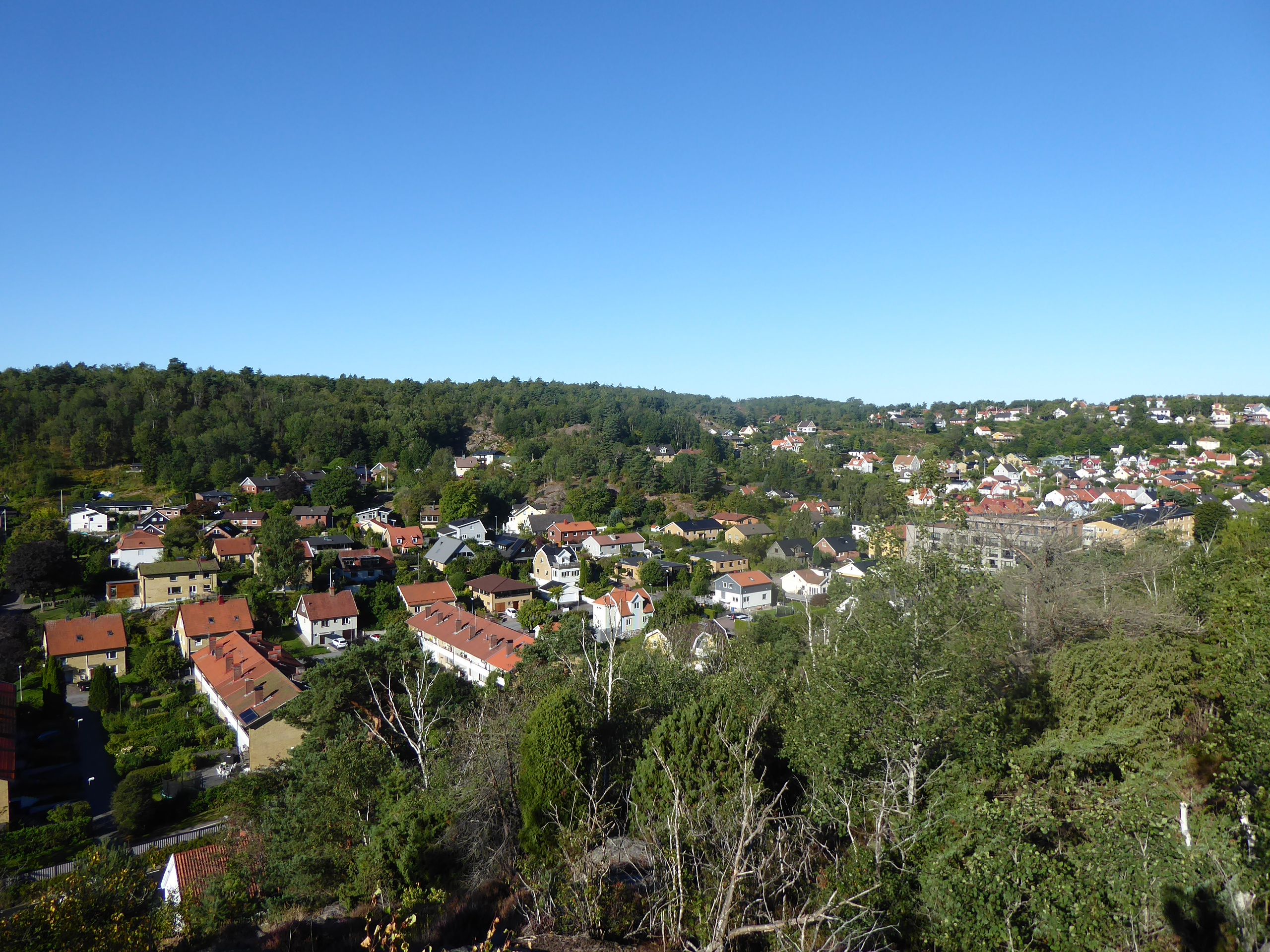
Toltorpsdalen från Safjällets naturreservat den 30 augusti 2022.
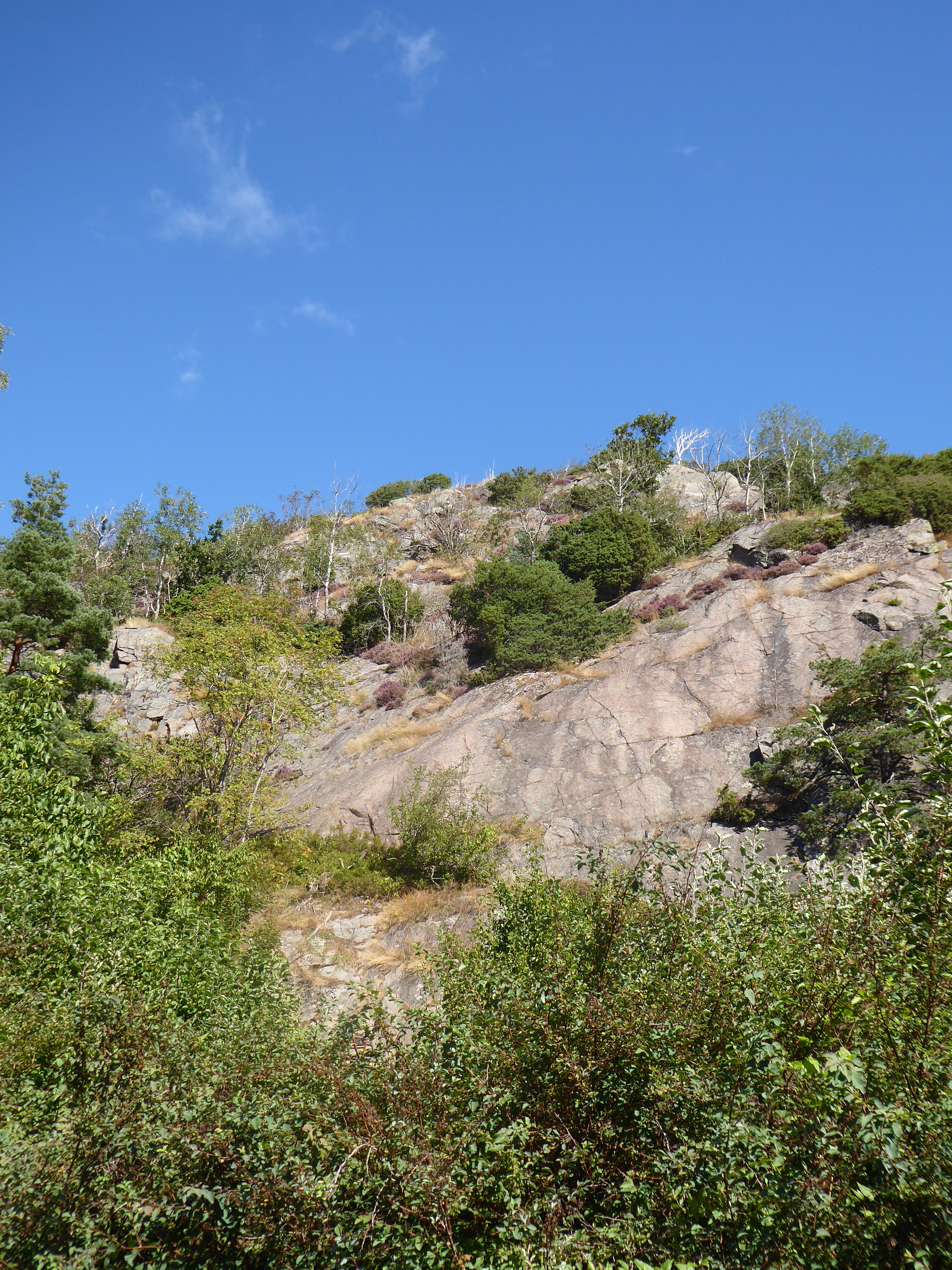
Safjällets naturreservat från Toltorpsdalen den 30 augusti 2022.